# Brachylampis sanguinicollis
Brachylampis sanguinicollis är en skalbaggsart som beskrevs av Van Dyke 1939. Brachylampis sanguinicollis ingår i släktet Brachylampis och familjen lysmaskar. Artens utbredningsområde är Nordamerika. Inga underarter finns listade i Catalogue of Life.